# Jagdhornbläserkorps Hegering Harsewinkel
Das Jagdhornbläserkorps Hegering Harsewinkel aus dem ostwestfälischen Harsewinkel im Kreis Gütersloh ist vierfacher deutscher Meister im Jagdhornblasen. Es zählt über 70 aktive Musiker.
Das Bläsercorps spielt das Fürst-Pless-Horn sowie Parforcehorn in den Stimmungen B und Es. Zum Repertoire zählen neben Jagdsignalen die Hubertusmesse und weitere Jagdmusikstücke.

## Geschichte
Das Jagdhornbläserkorps Hegering Harsewinkel wurde im September 1959 durch zwei Musiker des benachbarten  Jagdhornbläserkorps Hubertus Wiedenbrück in Marienfeld gegründet. Erster Proberaum für das Blasen von Jagdsignalen war die dortige Deckstation. Im ersten Jahr wuchs das Korps auf acht Aktive an. Am 27. Januar 1961 übernahm der Organist und Küster von St. Lucia die Leitung des Korps und übte weitere Signale ein. Als Übungsraum diente nun ein Raum der Firma Claas.
Ab 1961 nahm das Korps an Kreismeisterschaften in Warendorf teil und konnte bis zur kommunalen Neuordnung 1973 fast alle Siege erringen. 1971 wählte der Verein erstmals einen Vorstand.
Im Jahr 1972 trat die Gruppe erstmals in der Wertungsklasse C beim Landeswettbewerb in Gelsenkirchen an und erreichte dort den elften Platz mit 633,0 Punkten. Zum Wettbewerb erhielt das Bläserkorps seine erste Uniform. Ab 1977 qualifizierte sich die Gruppe zu allen Bundeswettbewerben und errang dort vier erste, sieben zweite und zwei dritte Plätze.
1981 wurde die Schallplatte Gar lustig ist die Jägerei aufgenommen. Im Sommer 2002 wurde im Technoparc der Firma Claas die CD Jagdhornklänge aus Harsewinkel eingespielt.

## Erfolge

### Wertungsklasse A
- 1993: deutscher Vizemeister mit 947,5 Punkten

### Wertungsklasse Es
- 2010: deutscher Vizemeister mit 832,0 Punkten
- 2012: deutscher Vizemeister mit 846,0 Punkten
- 2015: deutscher Vizemeister mit 838,0 Punkten

### Wertungsklasse G
- 1985: deutscher Meister mit 944,0 Punkten
- 1987: dritter Platz im Bundeswettbewerb mit 954,0 Punkten
- 1989: deutscher Vizemeister mit 945,0 Punkten
- 1991: deutscher Vizemeister mit 954,0 Punkten
- 1995: deutscher Meister mit 972,0 Punkten
- 1997: deutscher Meister mit 963,0 Punkten
- 1999: deutscher Vizemeister mit 960,0 Punkten
- 2001: deutscher Vizemeister mit 957,0 Punkten
- 2003: deutscher Vizemeister mit 965,0 Punkten
- 2005: deutscher Meister mit 962,0 Punkten
- 2007: dritter Platz im Bundeswettbewerb mit 963,0 Punkten
- 2015: deutscher Meister mit 966,0 Punkten

## Fernsehauftritte
- Und Ihr Steckenpferd in Berlin mit Peter Frankenfeld
- Wetten, dass..?